# Накиб аль-ашраф

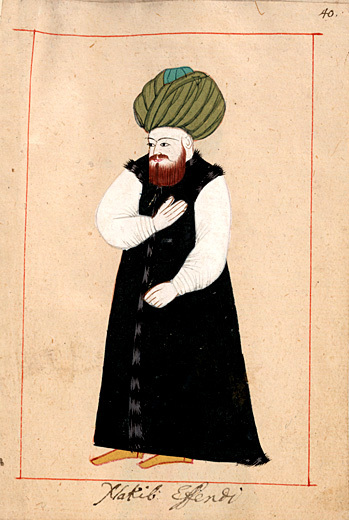
Накиб аль-ашраф.

Накиб аль-ашраф (тур. Nakîbü’l eşrâf) — в Османской империи — должность человека, который занимался делами потомков пророка Мухаммеда (Алидов). Накиб аль-ашрафов было несколько. В его обязанность входило ведение родословных списков для потомков Пророка, наблюдение за их поведением, улаживание ссор, забота о сиротах, слабоумных и т. п.

## История
В 1400 году, при султане Баязиде I, в Османской империи был учрежден специальный государственный орган, занимающийся делами Алидов. В период правления султана Мехмета II он был временно упразднен. С 1494 года на должность почётного накиба (накиб аль-ашраф) был назначен Саййид Махмуд, учитель султана Баязида II. Должность почётного накиба сохранялась в Османской империи до конца её существования, хоть и имела мало значения. Почётные накибы имели большой штат работников, занимавшихся различными делами Алидов, регистрировали факт рождения и имена их детей, устанавливали их родословное древо и т. д. Каждому потомку пророка Мухаммада выдавался специальный документ, подтверждающий факт родства. Почётные накибы Османской империи носили специальные одежды. В их обязанности также входило установление личности людей, заявлявших о себе как о потомках пророка Мухаммада. Тех, кто фабриковал свои родословные и приписывал себя к Алидам, называли мутасаййидами.